# Vịnh băng Ilulissat

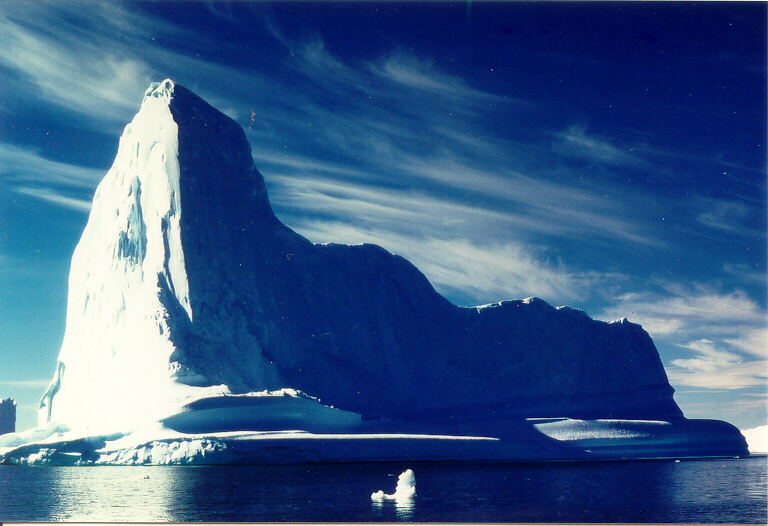
Núi băng phía tây vịnh hẹp Ilulissat

Vịnh băng Ilulissat (Ilulissat Kangerlua) là một vịnh hẹp đầy băng ở gần thành phố Ilulissat, đảo Greenland. Vịnh băng Ilulissat đã được UNESCO đưa vào danh sách Di sản thế giới từ năm 2004, tại khóa họp thứ 28.

## Địa lý
Vịnh hẹp Ilulissat dài 40 km, rộng 7 km, chỗ sâu nhất là 1.200 m. Ở đầu vịnh hẹp, giáp Sermeq Kujalleq, là Dải sông băng lục địa Ilulissat Isbræ. Mép dải sông băng lục địa này luôn luôn có những khối băng lớn vỡ ra, được đẩy vào vịnh hẹp Ilulissat với tốc độ trung bình từ 20 tới 35 m/ một ngày đêm, tức khoảng 20 tỷ tấn/năm (bằng lượng nước ngọt tiêu dùng của Pháp trong 1 năm).
Các núi băng lớn này có đường kính rộng tới nhiều trăm mét, và cao tới 1.000 m, nằm chắn ngang cửa vịnh hẹp, nơi chiều sâu chỉ có vài trăm mét. Tại đây, núi băng vỡ ra từng mảng nhỏ; số băng còn lại - do sức ép quá lớn từ bên trong - thoát ra biển và theo dòng chảy về phía tây bắc ra Eo biển Davis.
Núi băng trồi trên mặt nước cao tới 150 m, tức khoảng 10%. Phần còn lại, chìm dưới mặt nước biển. Các núi băng này thường chỉ tan ra khi trôi tới vĩ tuyến 40-45o bắc (ngang mức thành phố New York của Hoa Kỳ).

## Dải sông băng lục địa tan nhanh vì nước biển ấm
Ngày 14.10.2008 nhà khí hậu học Hoa Kỳ David M. Holland cùng các đồng nghiệp, trong đó có các nhà khí hậu học của Viện Khí tượng Đan Mạch, đã đưa ra bằng chứng là việc sông băng tan, không chỉ do nhiệt độ (không khí) tăng, nhưng cũng do dòng nước biển địa phương đã đưa nước ấm đáy biển vào trong vịnh hẹp này nhiều hơn bình thường, 1 hiện tượng mà các nhà nghiên cứu không thấy có liên hệ gì tới tình trạng nóng lên toàn cầu. Dòng nước ấm này len vào đáy núi băng trong vịnh hẹp, khiến núi băng tan nhanh. Hiện tượng dòng nước ấm đáy biển có xảy ra ở các nơi khác, nhưng các nhà nghiên cứu chưa hiểu tại sao nó lại có ý nghĩa quyết định cho việc tan băng ở đây. Các nhà nghiên cứu cũng cho rằng, chính dòng nước ấm này là nguyên nhân khiến cho sông băng lục địa đã lui nhanh trong thời gian từ năm 1929 tới 1964. 